# Westwood Point
Der Westwood Point ist eine Landspitze an der Ingrid-Christensen-Küste des ostantarktischen Prinzessin-Elisabeth-Lands. Sie liegt auf der Nordseite der Mule-Halbinsel und ragt in die Einfahrt zum Ellis-Fjord hinein. Teile der Landspitze werden vom Meer überschwemmt.
Das Antarctic Names Committee of Australia benannte sie 1973 nach Richard B. Westwood, Funker auf der Davis-Station im Jahr 1970.